# 约翰·查尔斯·波拉尼
约翰·查尔斯·波拉尼（英語：John Charles Polanyi，1929年1月23日—）是一名匈牙利犹太裔加拿大化学家。

## 生平
1929年出生于魏玛共和国柏林，毕业于曼彻斯特大学，加拿大多伦多大学化学系教授。

## 荣誉
波拉尼曾于1982年獲沃爾夫化學獎。1986年，因有關化学动力学的研究，波拉尼與达德利·赫施巴赫、李遠哲共享诺贝尔化学奖。

## 家庭
他是化学家和哲学家迈克·波拉尼之子，经济学家卡尔·波兰尼的侄子。